# Saison 1963-1964 de la WHL
Saison précédente Saison suivante
La saison 1963-1964 est la douzième saison de la Western Hockey League. Six équipes jouent 70 matchs de saison régulière à l'issue de laquelle les Seals de San Francisco sont sacrés champions de la Coupe du président pour la deuxième saison consécutive.

## Saison régulière

### Classement
| Clt   | Équipe                 | PJ | V  | D  | N | BP  | BC  | Pts |
| ----- | ---------------------- | -- | -- | -- | - | --- | --- | --- |
| +001, | Invaders de Denver     | 70 | 44 | 23 | 3 | 271 | 202 | 91  |
| +002, | Buckaroos de Portland  | 70 | 33 | 30 | 7 | 229 | 228 | 73  |
| +003, | Blades de Los Angeles  | 70 | 31 | 31 | 8 | 218 | 244 | 70  |
| +004, | Seals de San Francisco | 70 | 32 | 35 | 3 | 228 | 262 | 67  |
| +005, | Totems de Seattle      | 70 | 29 | 35 | 6 | 247 | 228 | 64  |
| +006, | Canucks de Vancouver   | 70 | 26 | 41 | 3 | 229 | 258 | 55  |

- En gras : champion de la saison régulière
- En italique : qualifié pour les séries éliminatoires

### Meilleurs pointeurs
| Clt | Joueur             | Équipe        | PJ | B  | A  | Pts |
| --- | ------------------ | ------------- | -- | -- | -- | --- |
| 1   | Guyle Fielder      | Seattle       | 66 | 17 | 85 | 102 |
| 2   | Art Jones          | Portland      | 67 | 36 | 51 | 87  |
| 3   | Norm Johnson       | Los Angeles   | 70 | 33 | 53 | 86  |
| 4   | Lou Jankowski      | Denver        | 69 | 41 | 44 | 85  |
| 5   | Phil Maloney       | Vancouver     | 65 | 28 | 53 | 81  |
| 6   | Leo Labine         | Los Angeles   | 70 | 31 | 46 | 77  |
| 7   | Tom McVie          | Portland      | 69 | 36 | 38 | 74  |
| 8   | William MacFarland | Seattle       | 70 | 21 | 31 | 52  |
| 9   | Charlie Burns      | San Francisco | 68 | 33 | 36 | 69  |
| 10  | John Sleaver       | Denver        | 69 | 23 | 46 | 69  |

## Séries éliminatoires
Les quatre premières équipes de la saison régulière sont qualifiées pour les séries : le premier rencontre le troisième, le deuxième rencontre le quatrième et les vainqueurs jouent la finale. Toutes les séries sont jouées au meilleur des 7 matchs.
|  | Demi-finales | Demi-finales           | Demi-finales | Demi-finales           |   |                       | Finale | Finale | Finale | Finale |
|  |              |                        |              |                        |   |                       |        |        |        |        |
|  |              |                        |              |                        |   |                       |        |        |        |        |
|  | 1            | Invaders de Denver     | 2            | 2                      |   |                       |        |        |        |        |
|  | 1            | Invaders de Denver     | 2            | 2                      |   |                       |        |        |        |        |
|  | 3            | Blades de Los Angeles  | 4            | 4                      |   |                       |        |        |        |        |
|  | 3            | Blades de Los Angeles  | 4            | 4                      | 3 | Blades de Los Angeles | 3      | 3      |        |        |
|  |              |                        |              |                        | 3 | Blades de Los Angeles | 3      | 3      |        |        |
|  |              |                        | 4            | Seals de San Francisco | 4 | 4                     |        |        |        |        |
|  | 2            | Buckaroos de Portland  | 4            | Seals de San Francisco | 4 | 4                     | 1      | 1      |        |        |
|  | 2            | Buckaroos de Portland  |              |                        |   |                       |        | 1      |        |        |
|  | 4            | Seals de San Francisco | 4            | 4                      |   |                       |        |        |        |        |
|  | 4            | Seals de San Francisco | 4            | 4                      |   |                       |        |        |        |        |

## Récompenses

### Trophée collectif
| Coupe Lester Patrick : Vainqueurs des séries | Seals de San Francisco |

### Trophées individuels
| Outstanding Goalkeeper Award : Meilleur gardien | Al Millar, Invaders de Denver     |
| Leading Scorer Award : Meilleur pointeur        | Guyle Fielder, Totems de Seattle  |
| George Leader Cup : Meilleur joueur             | Guyle Fielder, Totems de Seattle  |
| Rookie Award : Meilleure recrue                 | Dave Kelly, Buckaroos de Portland |
| Fred J. Hume Cup : Joueur le plus gentilhomme   | Lou Jankowski, Invaders de Denver |

### Équipe d'étoiles
Les six joueurs suivants sont élus dans l'équipe d'étoiles :
- Gardien : Al Millar, Invaders de Denver
- Défenseur : Fred Hucul, Invaders de Denver
- Défenseur : Alex Hucul, Invaders de Denver
- Ailier gauche : Lou Jankowski, Invaders de Denver
- Centre : Guyle Fielder, Totems de Seattle
- Ailier droit : Leo Labine, Blades de Los Angeles

## Match des étoiles
Le Match des étoiles se déroule à Vancouver le 29 septembre 1963. Les  Maple Leafs de Toronto, équipe de la Ligue nationale de hockey championne de la Coupe Stanley, battent l'équipe d'étoiles 3 buts à 0.